# Ян Томе
Йоганнес «Ян» Томе (нід. Johannes «Jan» Thomée; 4 грудня 1886, Делфт — 1 квітня 1954, там само) — нідерландський футболіст, який зіграв шістнадцять матчів за національну збірну Нідерландів і забив шістнадцять голів.

## Життєпис
У віці тринадцяти років розпочав виступи у молодіжних командах клубу СДО з міста Делфт. Після злиття кількох місцевих футбольних команд, Томе з 1901 року грав у клубі «Конкордія» (Делфт). В 1906 році «Конкордія» стала переможцем Кубка Нідерландів. У фіналі команда перемогла «Вольгардінг» (Амстердам) з рахунком 3:2, а всі три голи забив Томе.
Ян був надзвичайно популярним футболістом у Делфті та його околицях. За сильний удар місцеві його прозвали Гармата (Het Kanon). А саму «Конкордію» жартома називали «Клуб Ван Томе» (De Club van Thomée).
У сезоні 1915-1916 років Томе виступав з провідний клуб країни ГВВ з Гааги.
Грав за збірну Нідерландів. Дебютував у складі помаранчевої команди 21 грудня 1907 року в матчі проти Англії, що завершився поразкою з рахунком 2:12. Представляв Нідерланди на літніх Олімпійських іграх 1908 року, вигравши з командою бронзову медаль. Загалом зіграв за збірну шістнадцять матчів і забив шістнадцять голів.
За професією Томе був лікарем загальної практики, мав власну справу в своєму рідному місті Делфт.
Онук Томе Адріан ван Нес завоював срібну медаль з веслувалння на Олімпійських іграх у Мексиці (1968). Його правнучка Еке ван Нес (дочка Адріана) виграла медалі з веслувальння на Олімпійських іграх в Атланті (1996) і Сіднеї (2000).

## Титули і досягнення
- Бронзовий призер Олімпійських ігор (1):

Нідерланди: 1908
- Володар Кубка Нідерландів (1):

«Конкордія» (Делфт): 1906

## Статистика

### Статистика виступів за збірну
| Дата       | Місто      | Господарі        | Результат | Гості            | Турнір               | Голи | Примітки                 |
| ---------- | ---------- | ---------------- | --------- | ---------------- | -------------------- | ---- | ------------------------ |
| 21-12-1907 | Дарлінгтон | Англія           | 12 – 2    | Нідерланди       | товариський матч     | -    | Аматорська збірна Англії |
| 29-3-1908  | Антверпен  | Бельгія          | 1 – 4     | Нідерланди       | товариський матч     | 2    |                          |
| 26-4-1908  | Роттердам  | Нідерланди       | 3 – 1     | Бельгія          | товариський матч     | 2    |                          |
| 10-5-1908  | Роттердам  | Нідерланди       | 4 – 1     | Франція          | товариський матч     | 1    |                          |
| 22-10-1908 | Лондон     | Велика Британія  | 4 – 0     | Нідерланди       | ОІ 1908 - 1/2 фіналу | -    |                          |
| 23-10-1908 | Лондон     | Нідерланди       | 2 – 0     | Швеція           | ОІ 1908 - За 3 місце | -    |                          |
| 25-10-1908 | Гаага      | Нідерланди       | 5 – 3     | Швеція           | товариський матч     | 1    |                          |
| 10-4-1910  | Гарлем     | Нідерланди       | 7 – 0     | Бельгія          | товариський матч     | 2    |                          |
| 24-4-1910  | Арнем      | Нідерланди       | 4 – 2     | Німецька імперія | товариський матч     | 2    |                          |
| 16-10-1910 | Клеве      | Німецька імперія | 1 – 2     | Нідерланди       | товариський матч     | 1    |                          |
| 19-3-1911  | Антверпен  | Бельгія          | 1 – 5     | Нідерланди       | товариський матч     | 1    |                          |
| 17-4-1911  | Амстердам  | Нідерланди       | 0 – 1     | Англія           | товариський матч     | -    | Аматорська збірна Англії |
| 10-3-1912  | Антверпен  | Бельгія          | 1 – 2     | Нідерланди       | товариський матч     | 2    |                          |
| 16-3-1912  | Галл       | Англія           | 4 – 0     | Нідерланди       | товариський матч     | -    | Аматорська збірна Англії |
| 24-3-1912  | Зволле     | Нідерланди       | 5 – 5     | Німецька імперія | товариський матч     | 2    |                          |
| 28-4-1912  | Дордрехт   | Нідерланди       | 4 – 3     | Бельгія          | товариський матч     | -    |                          |
| Усього     |            | Матчів           | 16        |                  | Голів                | 16   |                          |